# MTV Europe Music Awards de 2014
O MTV Europe Music Awards de 2014 foi realizado em 9 de novembro de 2014, no The SSE Hydro, em Glasgow, na Escócia, e contou com apresentação de Nicki Minaj.
Esta foi a primeira vez desde 2003 que a premiação foi realizada na Escócia, e a quinta vez que o Reino Unido sediou o MTV EMA, desde que a premiação foi realizada em Belfast, Irlanda do Norte. 
Ariana Grande abriu a cerimônia com "Problem" e "Break Free". O evento contou ainda com uma apresentação de Alicia Keys na O2 Academy Glasgow. Ozzy Osbourne recebeu o prêmio de Ícone Global, que lhe foi entregue por Slash. Slash encerrou a premiação tocando "Crazy Train" com The Conspirators, com Myles Kennedy e Simon Neil do Biffy Clyro nos vocais.
One Direction e 5 Seconds of Summer foram os maiores vencedores da noite, com três prêmios cada, seguidos por Ariana Grande e Katy Perry, com 2 cada. Esta última fora a artista com o maior numero de indicações da premiação, com 7.

## Processo de votação
| Categoria                                                          | Método de votação                            | Data de Início | Data de Encerramento |
| ------------------------------------------------------------------ | -------------------------------------------- | -------------- | -------------------- |
| Maiores Fãs                                                        | Hashtag no Twitter e Instagram               | 15 de setembro | 8 de novembro        |
| Pré-Indicação a Artista Mundial                                    | Hashtag no Twitter e Weibo (apenas na China) | 9 de setembro  | 14 de setembro       |
| Artista Mundial Fase 1 - Local                                     | Website mtvema.com/App                       | 16 de setembro | 22 de outubro        |
| Artista Mundial Fase 2 - Região                                    | Website mtvema.com/App                       | 23 de outubro  | 29 de outubro        |
| Artista Mundial Fase 3 - Final                                     | Website mtvema.com/App                       | 30 de outubro  | 8 de novembro        |
| Best Vídeo                                                         | Time Editorial da MTV - não votado por fãs   | -              | -                    |
| Ícone Global                                                       | Time Editorial da MTV - não votado por fãs   | -              | -                    |
| Maiores Momentos do EMA                                            | Website mtvema.com/mtv-ema-top-20            | 25 de setembro | 20 de novembro       |
| Categoria Social Adicional (Artista em Ascenção, #EMAzing Artista) | Mídias Sociais                               | -              | -                    |
| Todas as Outras                                                    | Website mtvema.com/App                       | 16 de setembro | 8 de novembro        |

## Apresentações
| Artista(s)                                      | Canção(ões)                                                          | Apresentado por |
| Pré-show                                        | Pré-show                                                             | Pré-show        |
| ----------------------------------------------- | -------------------------------------------------------------------- | --------------- |
| Fifth Harmony                                   | "BO$$"                                                               | —               |
| Nick Jonas                                      | "Jealous"                                                            | —               |
| Premiação                                       |                                                                      |                 |
| Ariana Grande                                   | "Problem" Break Free"                                                | —               |
| Kiesza                                          | "Hideaway"                                                           | Nicki Minaj     |
| Royal Blood                                     | "Figure It Out"                                                      | —               |
| Charli XCX                                      | "Boom Clap" Break the Rules"                                         | Nicki Minaj     |
| U2                                              | "Every Breaking Wave"                                                | Nicki Minaj     |
| Nicki Minaj Skylar Grey                         | "Super Bass" (Minaj) "Bed of Lies" (Minaj e Grey) "Anaconda" (Minaj) | —               |
| Ed Sheeran                                      | "Thinking Out Loud"                                                  | Nicki Minaj     |
| Enrique Iglesias Gente de Zona                  | "I'm a Freak"(Iglesias) "Bailando" (Iglesias e Gente de Zona)        | —               |
| Alicia Keys                                     | "We Are Here"                                                        | Redfoo          |
| Slash Myles Kennedy The Conspirators Simon Neil | "Crazy Train"                                                        | Nicki Minaj     |

Notas
1. ↑  Pré gravado na O2 Academy Glasgow, em Glasgow, Escócia.[3]

## Vencedores e indicados
Os vencedores estão listados primeiro e em negrito.
| Melhor Canção (apresentado por Alicia Keys e Emeli Sandé) | Melhor Vídeo |
| --- | --- |
| - Ariana Grande com part. de Iggy Azalea — "Problem" - Eminem com part. de Rihanna — "The Monster" - Sam Smith — "Stay with Me" - Pharrell Williams — "Happy" - Katy Perry com part. de Juicy J — "Dark Horse" | - Katy Perry com part. de Juicy J — "Dark Horse" - Iggy Azalea com part. de Rita Ora) — "Black Widow" - Kiesza — "Hideaway" - Pharrell Williams — "Happy" - Sia — "Chandelier" |
| Melhor Cantora (apresentado por David Hasselhoff, Brie Bella e Nikki Bella) | Melhor Cantor |
| - Ariana Grande - Beyoncé - Taylor Swift - Nicki Minaj - Katy Perry | - Justin Bieber - Ed Sheeran - Eminem - Justin Timberlake - Pharrell Williams |
| Artista Revelação | Melhor Artista de Pop (apresentado por Redfoo) |
| - 5 Seconds of Summer - Ariana Grande - Charli XCX - Kiesza - Sam Smith | - One Direction - Katy Perry - Miley Cyrus - 5 Seconds of Summer - Ariana Grande |
| Melhor Artista de Musica Eletrônica | Melhor Artista de Rock |
| - Calvin Harris - Afrojack - Avicii - David Guetta - Hardwell | - Linkin Park - Arctic Monkeys - The Black Keys - Coldplay - Imagine Dragons |
| Melhor Artista Alternativo | Melhor Artista de Hip-Hop (apresentado por Jourdan Dunn e Jena Malone) |
| - Thirty Seconds to Mars - Arcade Fire - Lana Del Rey - Lorde - Paramore | - Nicki Minaj - Eminem - Kanye West - Drake - Iggy Azalea |
| Melhor Artista Ao Vivo | Melhor Apresentação no World Stage |
| - One Direction - Beyoncé - Bruno Mars - Justin Timberlake - Katy Perry | - Enrique Iglesias - Afrojack - B.o.B - Ellie Goulding - Fall Out Boy - Flo Rida - Hardwell - Imagine Dragons - The Killers - Kings of Leon - Linkin Park - Nicole Scherzinger - Pharrell Williams - Simple Plan |
| Melhor Artista Push | Maiores Fãs |
| - 5 Seconds of Summer - Ariana Grande - Charli XCX - Cris Cab - John Newman - Jungle - Kid Ink - Kiesza - Lorde - Sam Smith - Zedd                                                                             | - One Direction - 5 Seconds of Summer - Ariana Grande - Justin Bieber - Nicki Minaj |
| Melhor Visual (apresentado por Laura Whitmore) | Melhor Artista Mundial (apresentado por Afrojack) |
| - Katy Perry - Nicki Minaj - Iggy Azalea - Rita Ora - Taylor Swift | - Bibi Zhou (Sudeste Asiático / China Continental / Taiwan) - Dulce Maria (América Latina) - Alessandra Amoroso (Sul Europeu) - Revolverheld (Europa Central) - 5 Seconds of Summer (Austrália / Nova Zelândia) - Fifth Harmony (América do Norte) - Dawid Kwiatkowski (Leste Europeu) - Mohammed Assaf (África / Índia / Oriente Médio) - B.A.P. (Japão / Coreia) - One Direction (Norte Europeu) |
| Artista em Ascenção | Melhor Canção Com Uma Mensagem (apresentado por Laura Whitmore) |
| - 5 Seconds of Summer - Fifth Harmony - Jake Miller - Lucy Hale - Nick Jonas | - Beyoncé — "Pretty Hurts" - Alicia Keys — "We Are Here" - Arcade Fire — "We Exist" - Hozier — "Take Me to Church" - Meghan Trainor — "All About That Bass" |
| Prêmio Ícone Global (apresentado por Slash) | |
| Ozzy Osbourne | |